# Landau an der Isar
Landau an der Isar (Landau a.d.Isar) è la seconda più grande città nel distretto della Bassa Baviera, situata nel circondario di Dingolfing-Landau, nello stato della Baviera, Germania. Si trova sul fiume Isar. Nel 2015, la popolazione era di circa 13 027.
Fondata nel 1224, è anche la città più antica del circondario.

## Economia
- Brauerei Krieger
- Einhell AG
- Dräxlmaier Group
- IBPmedien GmbH
- Isoflock
- Hefele KG
- Huber GmbH
- Spedition Niedermaier
- vionic Dialog- und Internetmarketing